# Красилівська загальноосвітня школа (Бахмацький район, Чернігівська область)
Красилівська загальноосвітня школа І-ІІІ ступенів — україномовний навчальний заклад І-III ступенів акредитації у селі Красилівка, Бахмацького району Чернігівської області.

## Історія
Школа знаходиться в приміщенні збудованому у 1974 році.

## Сучасний стан
У 2012 до першого класу не пішло жодної дитини. Також учнів немає у 7 класі.
Середня кількість учнів у класах коливається від 3 до 8 учнів. Найбільший 11 клас, там 14 дітей.